# Generismo
O generismo, também chamado de dualismo ou binarismo de gênero, é o sistema social ou crença cultural de que o género é uma dualidade ou binariedade, isto é, de que existem (ou deveriam existir) só dois géneros, masculino ou feminino, com as características de cada um inerentemente relacionadas com o sexo atribuído no nascimento.
Entre estas características incluem-se expectativas de vestimenta, comportamento, orientação sexual, nomes e pronomes, preferência de limpeza, entre outras. Estas expectativas podem reforçar atitudes negativas, preconceitos e discriminação contra as pessoas com expressões de género não normativas ou com identidades de género diferentes à designada ao nascer.
O generismo cissexista é especialmente relevante para as pessoas transgénero, já que é uma ideologia que se baseia a transfobia e a exorsexismo. Ao igual que o cissexismo é paralelo à homofobia, o generismo é paralelo ao heterossexismo. Outro conceito relacionado é a heteronormatividade e cisnormatividade, a ideia de que a heterossexualidade e as cisgeneridades masculina e feminina são a norma social dualista.

## Na comunidade LGBT
Dentro da comunidade LGBT, o generismo binarista pode criar estruturas genderistas de poder institucionalizadas, o que pode provocar que pessoas não binárias sofram discriminação generista e assédio dentro da comunidade LGBT. A maior parte desta discriminação exorsexista tem sua origem nas expectativas sociais do género que se manifestam na comunidade LGBT. Mas muitas pessoas LGBT e muitos grupos de ativismo juvenis lutam contra o generismo intracomunitário. A discriminação e violência de gênero afeta mais as pessoas variantes de gênero, consequentemente transgêneros, travestis, transexuais, não-bináries e intersexos.

## Colonialismo de gênero
Certas vezes, a conceitualização de generismo, nos estudos de gênero, apresenta relação com o colonialismo. A luta pela diversidade e dissidência de gênero é uma resistência aos binarismos eurocêntricos e à noção de que as identidades de gênero se enquadram em categorias mutuamente exclusivas e objetivas. Essa perspectiva analítica da cisnormatividade não é meramente teórica, mas também possui uma dimensão política e epistêmica.